# Măcrina, Buzău
Măcrina este un sat în comuna Puiești din județul Buzău, Muntenia, România. Se află în nord-estul județului, lângă Râmnicu Sărat.
La sfârșitul secolului al XIX-lea, Măcrina era reședința unei comune de sine stătătoare, formată din satele Măcrina, Plopi și Hoinari, având în total 817 locuitori. În comuna Măcrina funcționau o școală de băieți cu 38 de elevi fondată în 1876 și o singură biserică, zidită de locuitori în 1869. În 1925, comuna avea aceeași componență, era arondată plășii Boldu a aceluiași județ și avea 1074 de locuitori.
În 1950, comuna Măcrina a fost inclusă în raionul Râmnicu Sărat din regiunea Buzău, și apoi (după 1952), din regiunea Ploiești. În 1968, comuna a fost desființată și inclusă cu toate satele ei în comuna Puiești.